# Джон Конноллі
Джон Конноллі (англ. John Connolly) — ірландський письменник детективного жанру, відомий серією романів про приватного детектива Чарлі Паркера.

## Біографія
Отримав освіту в Synge Street CBS і навчальний ступінь бакалавра англійської мови в Триніті-коледжі, навчальний ступінь магістра журналістики в Дублінському міському університеті. Перш ніж стати повноцінним письменником, він працював позаштатним журналістом, барменом, місцевим урядовцем, офіціантом і менеджером відвідувачів в універмазі Harrods у Лондоні.
Після п'яти років роботи позаштатним журналістом у газеті The Irish Times він розчарувався у цій професії та почав писати свій перший роман «Кожна мертва річ» у вільний час. Він при цьому продовжував публікувати статті для газети, найчастіше інтерв'ю, які він брав у визнаних авторів.
Роман «Кожна мертва річ» познайомив читачів із Чарлі Паркером, колишнім поліцейським, який полює на вбивцю своєї дружини та дочки. Роман був номінований на премію Брема Стокера за найкращий перший роман і отримав премію Шамус 2000 року за найкращий перший роман, зробивши Конноллі першим автором за межами США, який виграв цю номінацію. 18 лютого 1998 року на першій сторінці The Irish Times було повідомлено, що аванс за його першу книгу і права на другу, ще не написану книгу, становили 520 000 євро. Серія про Чарлі Паркера має 22 опубліковані романи станом на 2022 рік.
Він також вийшов за межі кримінального жанру, опублікувавши антологію історій про привидів і «Книгу втрачених речей» — роман про подорож молодого хлопчика через фантастичну сферу під час Другої світової війни в Англії. Фільм, який був частково заснований на його оповіданні «Нова дочка» (The New Daughter), де зіграли Кевін Костнер та Івана Бакеро.
Конноллі також здійснював тури, щоб рекламувати вихід своїх книг. У 2007 році він виступив у книгарнях Ірландії, Великої Британії, Сполучених Штатів, Австралії, Нової Зеландії, Гонконгу та Тайваню, щоб прорекламувати роман «Неспокійний».
Сьома книга із серії Чарлі Паркера «Женці» була опублікована в 2008 році. Вона відрізняється від попередніх книг тим, що історія розповідається з точки зору близьких друзів Паркера та союзників у бою, Луїса та Ейнджела. Ця дивовижна пара, чиї суперечки та добрий гумор іноді викликають комічне полегшення. Луїс — загадковий великий темношкірий чоловік, який був найманим убивцею, але зараз, здається, на пенсії; Енджел — невеликий напівлатиноамериканець і колишній грабіжник. Вони епізодично з'являються в книгах Чарлі Паркера як його єдині близькі друзі, виявляючи себе, коли Паркер потребує допомоги та професійного захисту від ворогів.
Конноллі співпрацював зі своєю партнеркою, журналісткою Дженніфер Рідьярд, над «Хроніками загарбників», фентезійною трилогією для підлітків: «Завоювання» (2013), «Імперія» (2015) та «Домініон» (2016).
Конноллі співпрацював з іншим ірландським письменником Декланом Берком, щоб зредагувати антологію документальної літератури. Книга «Книги, за які треба померти» була номінована на премію Едгара, отримала премію Агати і премію Ентоні за найкращий критичний документальний твір.
Конноллі привабила традиція американської кримінальної літератури, оскільки вона здавалася найкращим засобом, за допомогою якого він міг досліджувати питання співчуття, моралі, відшкодування та порятунку. На нього вплинули автори-ветерани Росс Макдональд, Джеймс Лі Берк та Ед Макбейн. Відзначають його багатий інтроспективний стиль прози.
У 2017 році Конноллі перетворив десятирічне захоплення коміком Стеном Лорелом у роман — вигадане дослідження останніх років коміка. «Експрес жахів», монографія, заснована на фільмі 1972 року, була номінована на премію Брема Стокера за найкращі досягнення в нон-фікшні.

## Твори

### Серія романів із Чарлі Паркером
- Every Dead Thing (Кожна мертва річ) (1999) (отримав премію Шамус)
- Dark Hollow (Темна лощина) (2000)
- The Killing Kind (Вид вбивства) (2001)
- The White Road (Біла дорога) (2002)
- The Reflecting Eye (Око, яке віддзеркалює) (2004)
- The Black Angel (Чорний ангел) (2004)
- The Unquiet (Неспокійний) (2007)
- The Reapers (Женці) (2008)
- The Lovers (Коханці) (2009)
- The Whisperers (Шептуни) (2010)
- The Burning Soul (Палаюча душа) (2011)
- The Wrath of Angels (Гнів янголів) (2012)
- The Wolf in Winter (Вовк взимку) (2014)
- A Song of Shadows (Пісня тіней) (2015)
- A Time of Torment (Час мук) (2016)
- Parker: A Miscellany (Паркер: різне) (2016)
- A Game of Ghosts (Гра привидів) (2017)
- The Woman in the Woods (Жінка в лісах) (2018)
- A Book of Bones (Книга кісток) (2019)
- The Dirty South (Брудний південь) (2020)
- The Nameless Ones (Безіменні) (2021)

### Серія Самуеля Джонсона
- The Gates (Ворота) (2009)
- The Infernals (Пекельні) (2011)
- The Creeps (Повзуни) (2013)

### Трилогія хронік загарбників
- Conquest (Завоювання) (2013)
- Empire (Імперія) (2015)
- Dominion (Домініон) (2016)

### Інші твори
- Bad Men (Погані чоловіки) (2003)
- Nocturnes (Ноктюрни) (2004) (збірка оповідань)
- The Gates (Ворота) (2008)
- Hell's Bells (Дзвони пекла) (2011)
- The Creeps (Ті, хто повзає) (2013)
- Night Music: Nocturnes 2 (Нічна музика: Ноктюрни 2) (2015) (збірка оповідань)

### Нехудожні твори
- BOOKS TO DIE FOR (Книги, за які слід померти) (2012) (один із редакторів)
- Horror Express (Експрес жаху) (2018)